# Luciano Henrique
Luciano Henrique de Gouveia (Tremembé, 10 de outubro de 1978) é um ex-futebolista brasileiro que atuava como meio-campista. Atualmente disputa competições amadoras de futebol em Taubaté e Pindamonhangaba.

## Carreira
Quando criança, praticava futebol em diversos clubes de sua cidade natal, como o União Operária e o TCC (Taubaté Country Club).
Revelado pelo Taubaté no final da década de 90, Luciano Henrique teve passagens por Juventus e Guaratinguetá, antes de se destacar pelo Atlético Sorocaba, clube onde ganhou grande projeção formando uma dupla ofensiva com Ricardo Xavier.
Depois de boas atuações no clube sorocabano, ele acabou contratado pelo Santos, em 2006. Na Vila Belmiro, contudo, ele nunca teve grande sucesso. Tanto que acabou emprestado, em janeiro de 2006, ao Pohang Steelers, da Coreia do Sul. O meia foi novamente emprestado no ano seguinte, dessa vez para o Sport e para o Internacional, até ser contratado em definitivo pelo Leão da Ilha.
Em 2008, Luciano Henrique entrou pra sempre na história do Sport ao marcar o gol do título na final da Copa do Brasil contra o Corinthians; no primeiro jogo o clube paulista venceu por 3–1 no Morumbi, enquanto no jogo de volta o Sport venceu por 2–0 na Ilha do Retiro – a final tinha a regra do gol fora e essa vantagem era do clube pernambucano.
Em 2010 teve uma passagem pelo São Caetano, atuando em 13 partidas e marcando apenas um gol.
Ainda em 2010 disputou o Campeonato Brasileiro da Série C pelo Fortaleza, e em 2011 pelo Paysandu. No dia 25 de dezembro de 2011, assinou com o Santa Cruz.
Na temporada de 2013, o meia atuou pelo Santo André.
Em 2014, durante o centenário do Burro da Central, Luciano retornou ao clube que o revelou para a disputa do Campeonato Paulista da Série A-3. Ele foi artilheiro da equipe na competição, com sete gols, encerrando a sua carreira no futebol profissionalmente.

## Títulos
Sport
- Campeonato Pernambucano: 2007, 2008 e 2009
- Copa do Brasil: 2008

Santa Cruz
- Campeonato Pernambucano: 2012